# El Altar
El Altar – wygasły wulkan w Parku Narodowym Sangay w Ekwadorze, 170 km na południe od Quito. Stratowulkan posiada sporą kalderę.
Hiszpanie nazwali tak górę, ponieważ przypominała m ogromną katedrę. Inkowie nazywali ją Capac-Urcu, co znaczy „Królewska Góra” w języku keczua.  
El Altar to najbardziej wymagający technicznie masyw w Ekwadorze. Najlepszym czasem do próbowania zdobycia szczytu jest okres od grudnia do lutego. Z Riobamba można dojechać autobusem do strażnicy, gdzie Ekwadorczycy płacą 2 dolary a cudzoziemcy 10 dolarów za wejście do Parku Sangay. Później droga wiedzie przez ok. 5 godzin błotnistym szlakiem do schroniska, gdzie można się przespać i coś zjeść. Droga do jeziora to kolejne 2 godziny przez dolinę.

## Lista szczytów
9 szczytów El Altar to:
| Nazwa           | Tłumaczenie        | Wysokość | Kierunek od jeziora | Pierwsze wejście                                                                       |
| --------------- | ------------------ | -------- | ------------------- | -------------------------------------------------------------------------------------- |
| Obispo          | Biskup             | 5319 m   | Południe            | 7 lipca 1963 r., Ferdinando Gaspard, Marino Tremonti, Claudio Zardini                  |
| Monja Grande    | Wielka Zakonnica   | 5160 m   | Południowy wschód   | 17 sierpnia 1968 r., Bill Ross and Margaret Young                                      |
| Monja Chica     | Mała Zakonnica     | 5080 m   | Południe            | 16 stycznia 1971 r., Peter Bednar                                                      |
| Tabernáculo     | Tabernakulum       | 5180 m   | Wschód              |                                                                                        |
| Fraile Oriental | Wschodni Zakonnik  | 5060 m   | Północny wschód     |                                                                                        |
| Fraile Beato    | Pobożny Zakonnik   | 5050 m   | Północny wschód     |                                                                                        |
| Fraile Central  | Centralny Zakonnik | 5070 m   | Północny wschód     |                                                                                        |
| Fraile Grande   | Wielki Zakonnik    | 5180 m   | Północny wschód     | 1 grudnia 1972 r., Lorenzo Lorenzi, Armando Perron, Marino Tremonti                    |
| Canónigo        | Działo             | 5260 m   | Północ              | 7 marca 1965 r., Ferdinando Gaspard, Lorenzo Lorenzi, Marino Tremonti, Claudio Zardini |

## Galeria

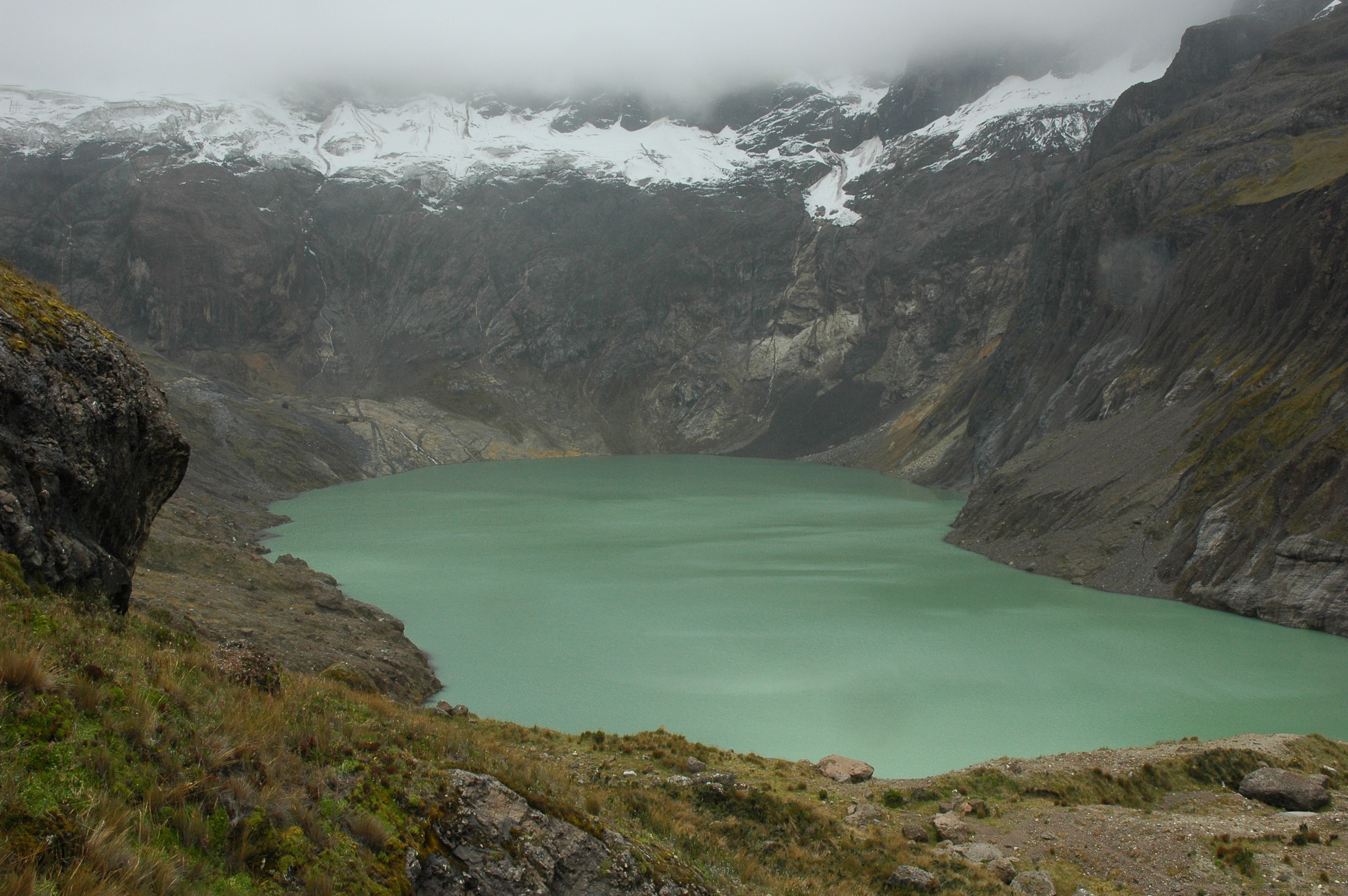
Laguna Collanes lub inaczej Laguna Amarilla
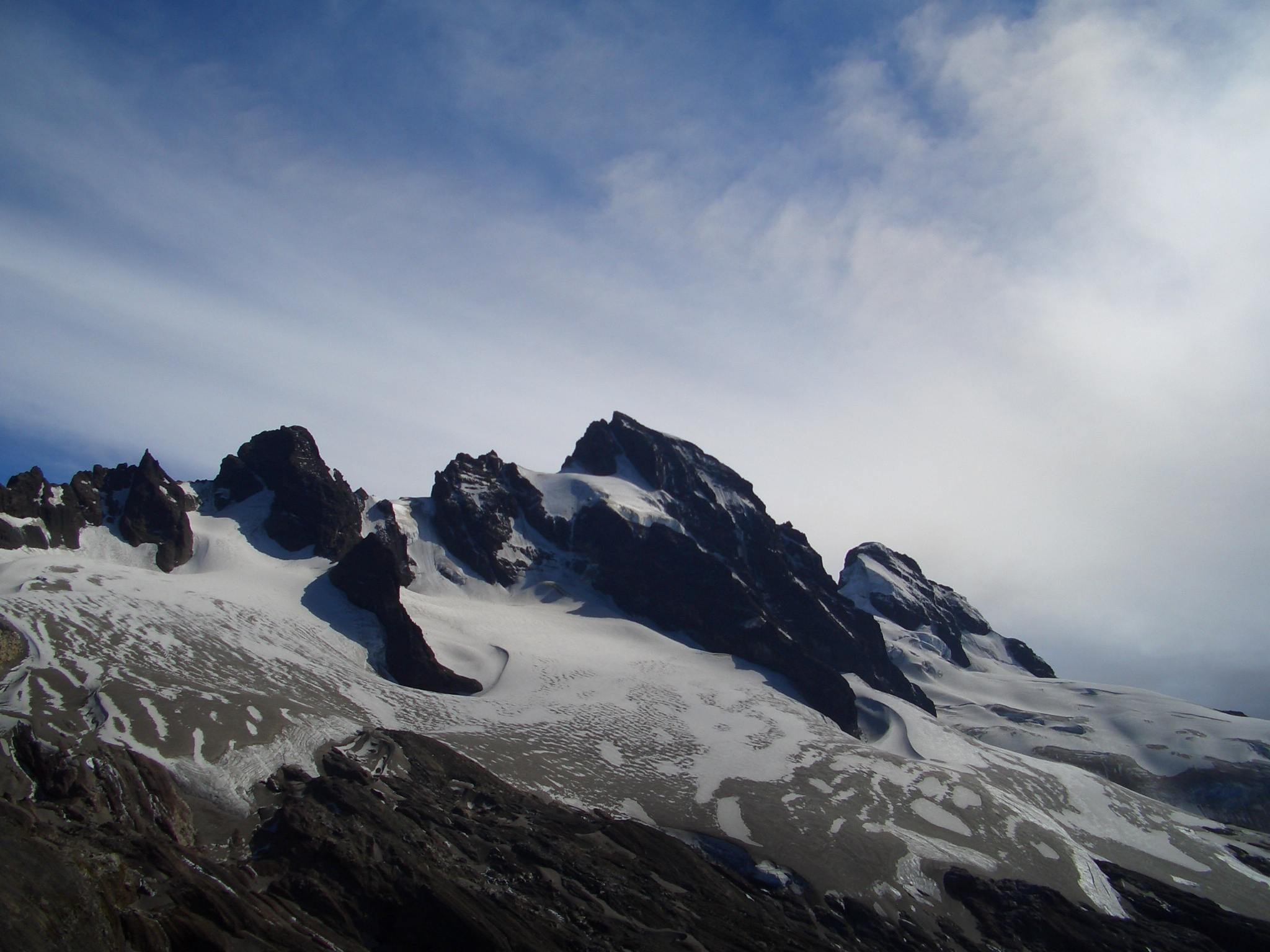
Obispo
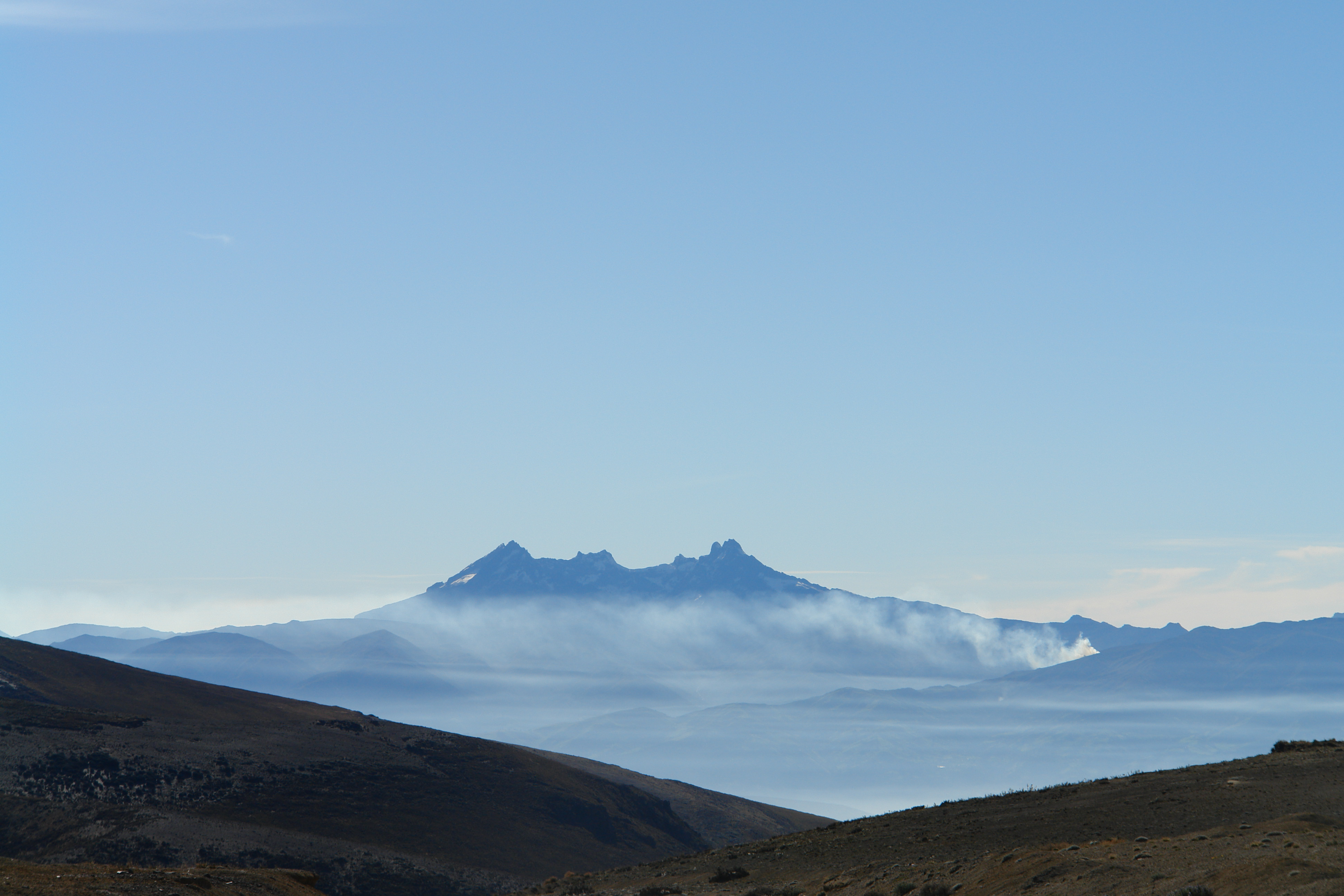
El Altar z Riobamba
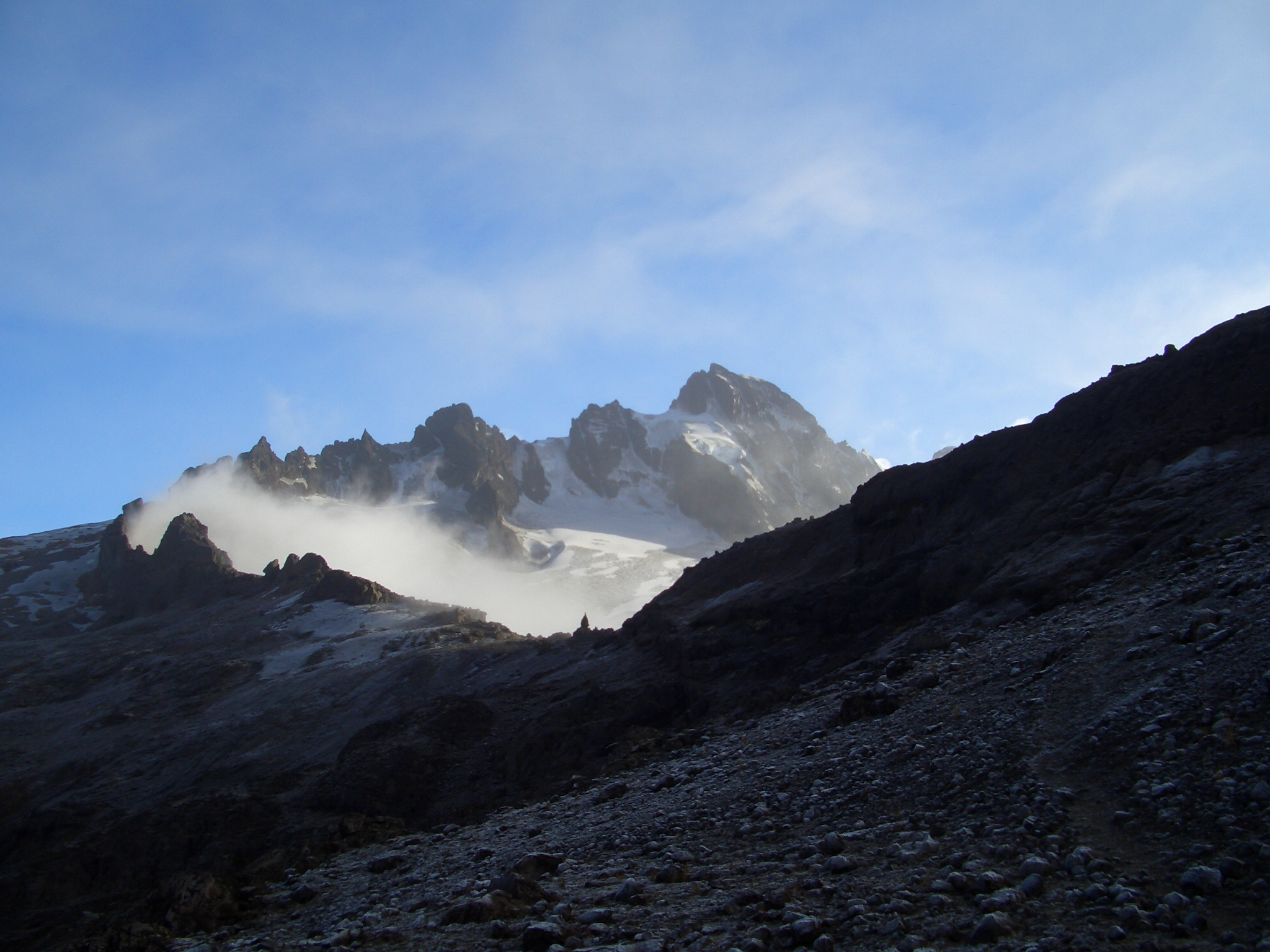
Obispo